# Xã North Sugar Creek, Quận Randolph, Missouri
Xã North Sugar Creek (tiếng Anh: North Sugar Creek Township) là một xã thuộc quận Randolph, tiểu bang Missouri, Hoa Kỳ. Năm 2010, dân số của xã này là 5.994 người.